# HotelF1
HotelF1 (geschreven met een kleine letter h), tot 2008 Formule 1 genaamd, is een hotelformule in de categorie low budget tot super low budget en behoort tot de internationale keten van het Franse concern Accor.
Het is net als de hotels van ibis Budget een zogenaamd no-frills-hotel: een kamer, toilet, douche en eventueel een eenvoudig ontbijt. Voorzieningen als à-la-carterestaurants, roomservice en dergelijke zijn niet aanwezig.

## Geschiedenis
De formule werd in 1984 opgezet in Frankrijk en daar groeide de keten het snelste. Ook in andere landen werden ketens volgens deze formule opgezet. Onder meer in India waar de naam Formule 1 nog wordt gehandhaafd.
In België en Nederland is de naam dan weer verdwenen. Het laatst overgebleven Formule 1-hotel lag in Gent. De meeste vestigingen werden omgevormd tot Ibis-hotels, sommige werden verkocht aan kleinere hotelgroepen zoals Class'Eco.

## Formule
De formule gaat uit van kamerhuur: niet per persoon, maar per kamer: voor de prijs maakt het niet uit of er één, twee of drie personen verblijven (uitgezonderd eventuele toeristenbelasting en ontbijt). De kamers zijn relatief klein en sober ingericht en doorgaans voorzien van een stapelbed voor een derde persoon of kind.
De kamers hebben in de meeste Europese vestigingen geen toilet of douche per kamer, maar per aantal gasten op de gang. Wel zijn de meeste kamers voorzien van een wastafel. Ook bevindt zich op iedere kamer een televisie.
De hotels liggen aan de randen van steden in de nabijheid van auto(snel)wegen. In september 2017 zijn in Frankrijk nog 174 vestigingen te vinden.

## Receptie
De receptie is niet de hele dag bemand. Buiten deze uren is er een selfservice-machine in de buitenmuur of tussenhal beschikbaar waar met een creditcard ingecheckt kan worden.

## Maaltijden
Hoewel niet inbegrepen bij de kamerprijs is er een ontbijtmogelijkheid.
Formule 1 biedt geen diner-faciliteiten. Soms is er in de directe omgeving, of hetzelfde gebouw, een Ibis Hotel. In dat geval kunnen gasten van hotelF1 daar tegen een gereduceerd tarief eten.